# Epanerchodus cuspidatus
Epanerchodus cuspidatus är en mångfotingart som beskrevs av Mikhaljova 1996. Epanerchodus cuspidatus ingår i släktet Epanerchodus och familjen plattdubbelfotingar. Inga underarter finns listade i Catalogue of Life.